# Кременчуцький льотний коледж Харківського національного університету внутрішніх справ
Кременчу́цький льо́тний ко́ледж Харківського національного університету внутрішніх справ — вищий навчальний заклад у Кременчуці. Один з провідних авіаційних навчальних закладів України.

## Історія
Коледж засновано в 1960 році як Кременчуцьке льотне училище цивільної авіації з метою підготовки пілотів-вертолітників. У 1991 році навчальний заклад було включено до системи Міністерства освіти і науки України. У 1993 році було перейменоване в Кременчуцький льотний коледж. У 2003 році увійшов до складу Національного авіаційного університету. 12 вересня 2019 року перейменовано на Кременчуцький льотний коледж Харківського національного університету внутрішніх справ у зв'язку з перепідпорядкуванням Харківському національному університету внутрішніх справ.

### 1950—1991
Історія заснування у Кременчуці льотного навчального закладу почалася ще у післявоєнний час. Тоді, у 1952 році у кількох вцілілих після німецької окупації будівлях-руїнах за рішенням командування Київського військового округу було розміщено десяту Військово-авіаційну школу початкового навчання льотчиків Військово-Повітряних Сил (ВАШПНЛ). Через деякий час, у 1956 році, школу було реорганізовано в училище, адже під час переходу життя країни у мирне русло, виникла велика потреба в пілотах цивільної авіації. Саме тому наказом начальника Головного управління повітряного флоту при Раді Міністрів СРСР генерал-полковника авіації Є. Ф. Логінова було прийнято рішення 1 липня 1960 року створити Кременчуцьке льотне училище цивільної авіації. 
Вибір Кременчука центром підготовки авіаційних кадрів був невипадковим. У роки перших післявоєнних п'ятирічок він перетворився на важливе індустріальне місто з розвиненою інфраструктурою залізничного, автомобільного та річкового сполучення. Географічне розташування наддніпрянського міста також вважалося важливим чинником цього вибору. Кременчуцький регіон переважно рівнинний, який прорізають лісосмуги, багато річок, — все це робило його ідеальним для організації навчальних польотів і відпрацювання у курсантів аеронавігаційних навичок. Сприятливими були також метеорологічні умови: багато сонячних днів, м'яка зима, роза вітрів переважно південно-східного напрямку робила можливими польоти протягом всього року і за будь-яких, в тому числі і складних, погодних умовах.

### В часи незалежної України
Подолавши проблеми, пов'язані з розпадом СРСР і становленням України як незалежної держави, коледж на цей момент знаходиться на шляху розвитку і постійно зміцнює свою навчально-методичну і матеріальну базу.
З 2003 до 2019 року коледж входив до складу Національного авіаційного університету поряд із Слов'янським коледжем, Криворізьким коледжем тощо. У цій системі коледж займав особливе місце, адже за більш як 50-річну історію коледжу в ньому пройшли підготовку понад 60 тисяч спеціалістів з України та країн СНД, а також близько 7 тисяч авіаспеціалістів з 73 країн світу (Австралії, Болгарії, Великої Британії, Іспанії, Ірану, Індії, Канади, Китаю, Конго, Куби, Лаосу, Лівії, Мексики, Німеччини, Непалу, Польщі, США, Еквадору та інших країн).
Підготовка і перепідготовка іноземних спеціалістів була й є одним з найбільш пріоритетних завдань Кременчуцького льотного коледжу. Попит на пілотів цивільної авіації, які опанували вертоліт, колосальний як в Україні, так і за її межами. Авіаційним компаніям не вистачає не тільки досвідчених пілотів, а й молодих, щойно підготовлених. Кременчуцький льотний коледж, накопичивши унікальний досвід і посів одне із лідируючих місць у світі у сфері підготовки і перепідготовки вертолітних кадрів. На аеродромі коледжу здійснювались навчальні польоти на літаках Як-18Т, АН-2, вертольотах Ка-1, Ка-15, Ка-26, Мі-1, Мі-2, Мі-4, Мі-8, Мі-26, а зараз — Мі-2, Мі-8, АК1-3.
12 вересня 2019 року коледж було перейменовано на Кременчуцький льотний коледж Харківського національного університету внутрішніх справ у зв'язку з перепідпорядкуванням Харківському національному університету внутрішніх справ.

## Корпуси та кампуси
Матеріально-технічну базу коледжу складають два навчально-лабораторних корпуси, в складі яких 79 навчальних кабінетів, аудиторій та лабораторій загальною площею 9544 м2. Кабінети та лабораторії паспортизовані, забезпечені необхідними технічними засобами навчання, наочними посібниками.
Для викладання дисциплін використовується кабінетно-лабораторна база, яка включає обладнані кабінети з соціальних дисциплін, лабораторії з фізико-хімічних методів аналізу, фізики, метрології та електричних вимірів, тренажери Мі-2, Мі-8, Мі-8МТВ тощо. Професійно орієнтовані дисципліни вивчаються в спеціалізованих кабінетах та навчальних аудиторіях, які оснащені наочними посібниками та технічними засобами навчання.
Бібліотека коледжу має загальну площу 392 м2. Фонд бібліотеки складає понад 100500 екземплярів. Читальний зал має для відвідувачів 80 робочих місць, в тому числі 5 робочих місць, обладнаних комп'ютерами з можливістю виходу в мережу Internet та доступу до електронної бібліотеки.
Матеріально-технічна база коледжу, крім того включає: курсантські гуртожитки загальною площею 6999 м2, здатні розмістити до 500 осіб, їдальню, в якій одночасно можуть обслужити до 300 осіб (загальна кількість місць на підприємствах громадського харчування при коледжі становить 626 місць), спортивний комплекс, штаб, авіаційно-технічну базу, аеродром зі службами забезпечення, медико-санітарну частину.

## Навчальний процес
У коледжі працюють відділення льотно-технічних спеціальностей, економічних спеціальностей. заочного навчання, підготовки іноземних студентів і перепідготовки авіаспеціалістів, навчально-виробничих практик і працевлаштування; організації, обліку і керування навчальним процесом.
На відділенні льотно-технічних спеціальностей здійснюється підготовка за наступними напрямами і спеціальностями (кваліфікаціями): аеронавігація, льотна ексуплуатація повітряних суден, технічне обслуговування повітряних суден і двигунів, технічне обслуговування засобів зберігання, транспортування та заправлення пально-мастильними матеріалами, експлуатація авіаційних електрифікованих комплексів.
На відділенні економічних спеціальностей підготовка здійснюється за такими напрямами і спеціальностями (кваліфікаціями): облік і аудит, бухгалтерський облік, організація обслуговування на транспорті.
У навчальному відділі коледжу працюють 7 відділень:
- відділення льотно-технічних спеціальностей;
- відділення економічних спеціальностей;
- відділення заочного навчання;
- відділення підготовки іноземних студентів і перепідготовки авіаційних спеціалістів;
- відділення організації, обліку і керування навчальним процесом;
- відділення навчально-виробничої практики і працевлаштування випускників;
- навчально-методичний кабінет;
- бібліотека.

Навчальний процес забезпечують 12 циклових (предметних) комісій:
- льотної експлуатації повітряних суден;
- конструкції та експлуатації повітряних суден і авіадвигунів;
- авіаційного і радіоелектронного обладнання;
- загальнотеоретичних дисциплін;
- пально-мастильних матеріалів;
- обліку і аудиту;
- менеджменту організацій транспорту;
- загальноекономічних дисциплін;
- фізико-математичних дисциплін та інформатики;
- соціально-гуманітарних дисциплін;
- української та іноземної мов;
- фізичного виховання.

## Керівники коледжу
- Чернов Микола Васильович (з 01.07.1960 р. по 01.09.1975 р.)
- Коннов Федір Дмитрович (з 08.09.1975 р. по 20.07.1987 р.)
- Кондратенко Петро Сергійович (з 20.07.1987 . по 04.08.2003 р.)
- Ткаченко Валерій Петрович (з 01.09.2003 р. по 30.06.2005 р.)
- Нікітін Микола Михайлович (з 01.07.2005 р. по 30.06.2006 р.)
- Головенський Володимир Васильович (з 01.07.2006 р. до вересня 2019 р.)
- Котов Олексій Борисович (з 12.09.2019 до 04.11.2020)
- полковник Яковлєв Руслан Петрович (з 04.11.2020 до теперішнього часу)

## Відомі випускники
У різні роки в коледжі навчались:
- Леонов Олексій Архипович — двічі Герой Радянського Союзу (1965, 1975), генерал-майор авіації (1975), льотчик-космонавт СРСР, перша людина, що вийшла у відкритий космос[4].
- Климук Петро Ілліч — двічі Герой Радянського Союзу (1973, 1975), льотчик-космонавт СРСР, генерал-полковник авіації
- Аксьонов Володимир Вікторович — двічі Герой Радянського Союзу (1976, 1980), льотчик-космонавт СРСР
- Левченко Анатолій Семенович — Герой Радянського Союзу (1987), льотчик-космонавт СРСР
- Єршов Василь Васильович — пілот цивільної авіації, російський письменник
- Зебницький Костянтин Миколайович  — штурман-льотчик, майор Збройних Сил України.

## Нагороди
«За великий внесок у підготовку висококваліфікованих льотних кадрів для цивільної авіації СРСР і закордонних країн, освоєння нової авіаційної техніки» 4 лютого 1983 року указом Президії Верховної Ради СРСР училище було нагороджено орденом Дружби народів.

## Галерея

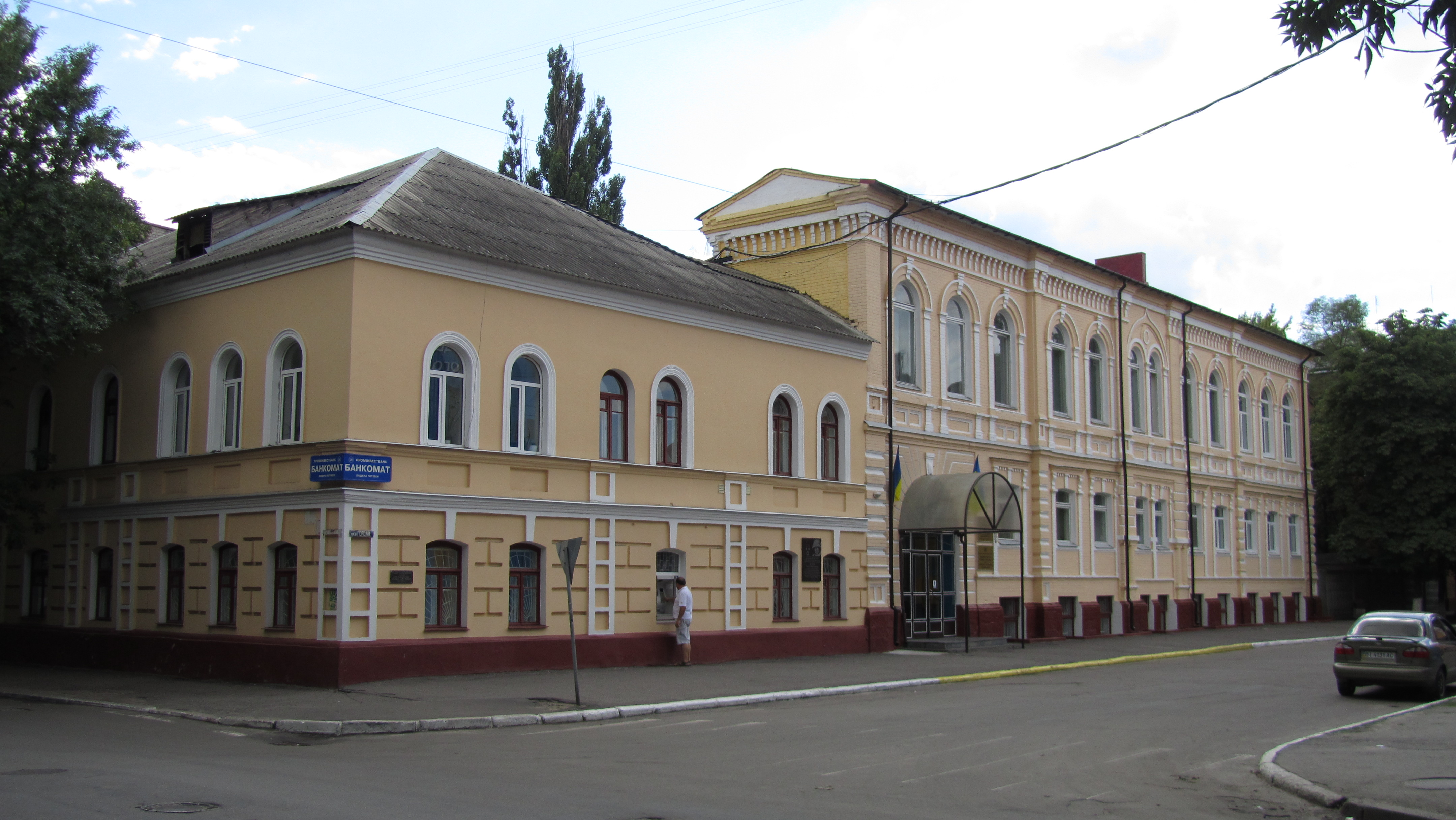
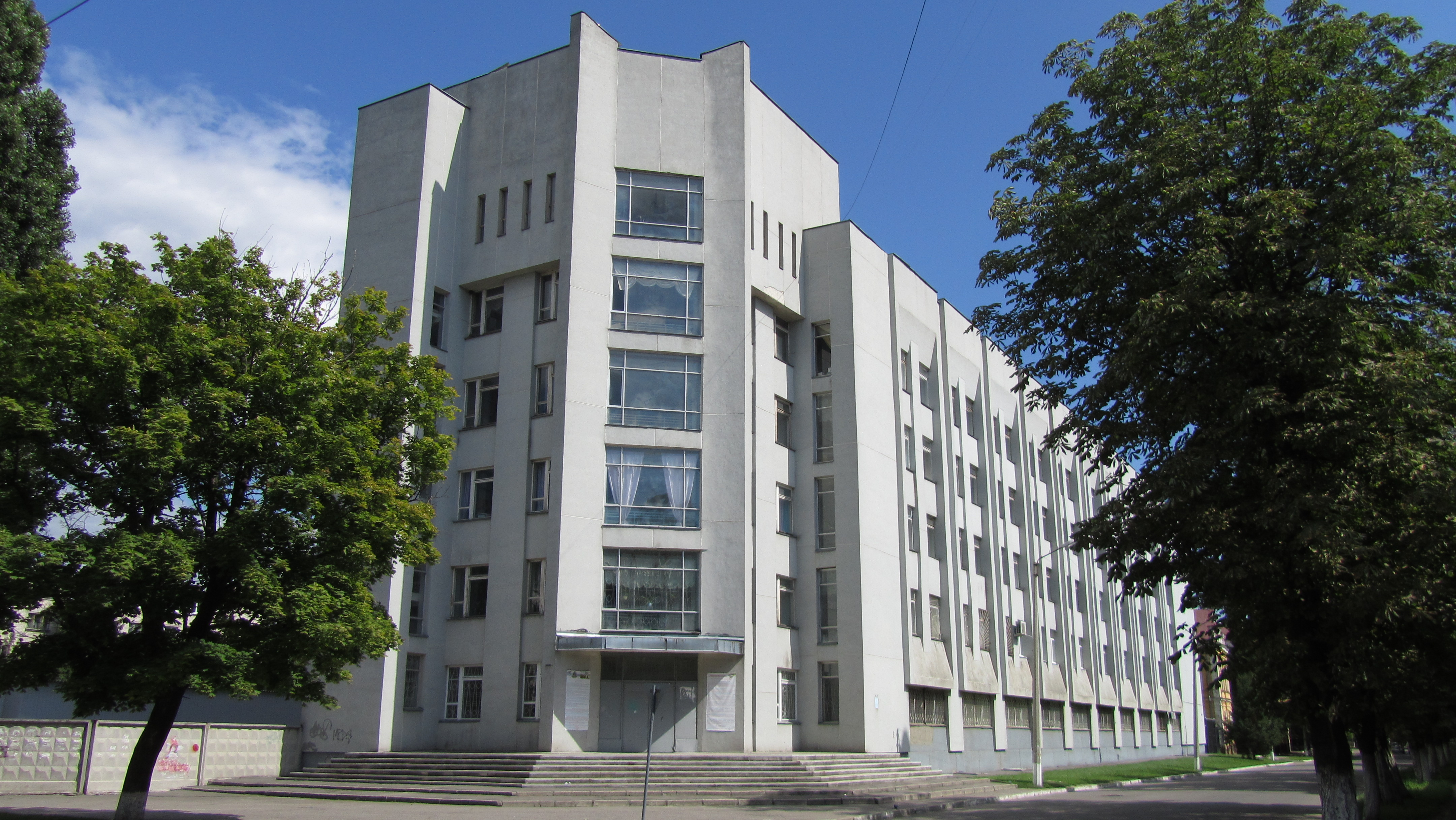
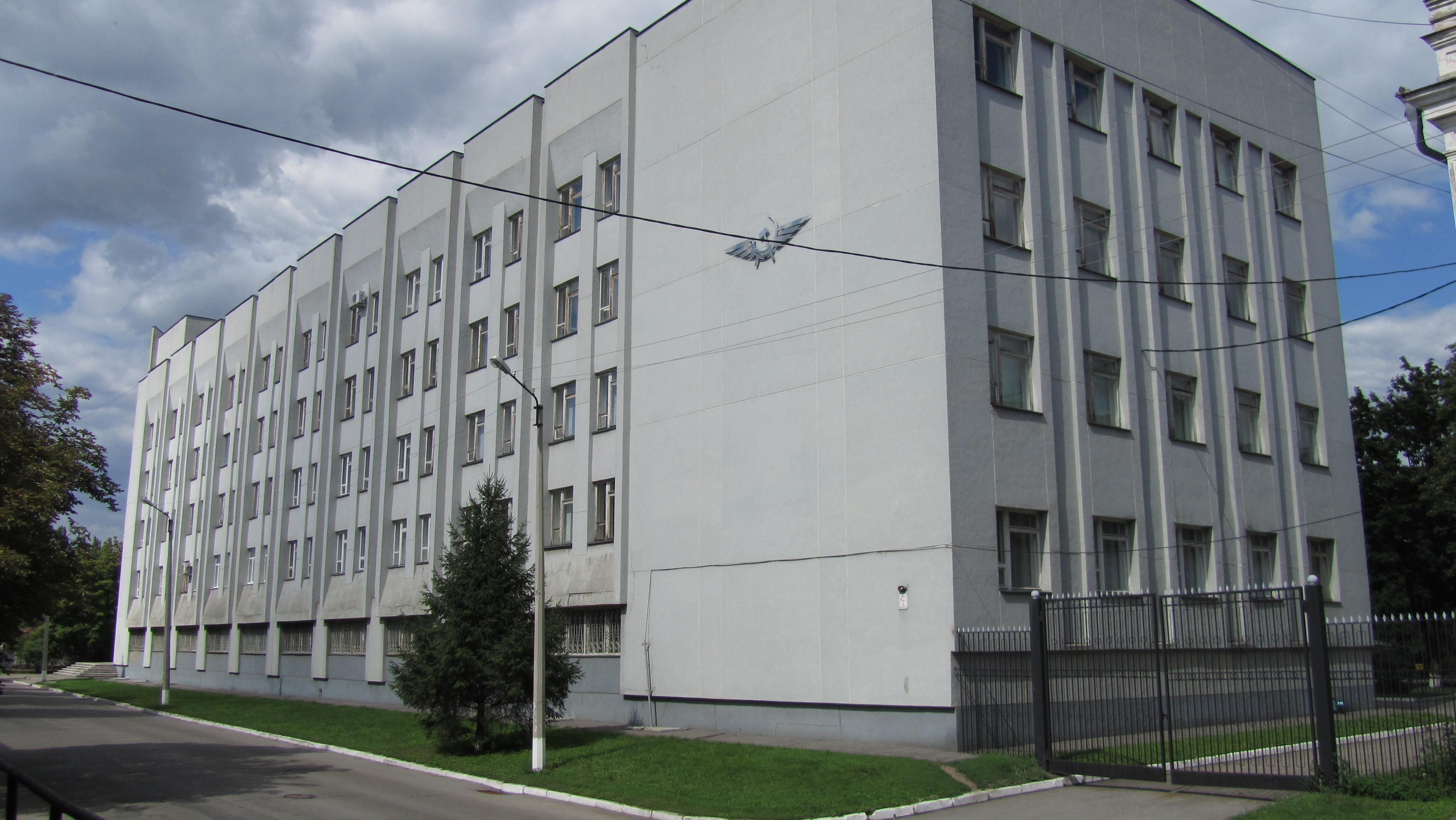
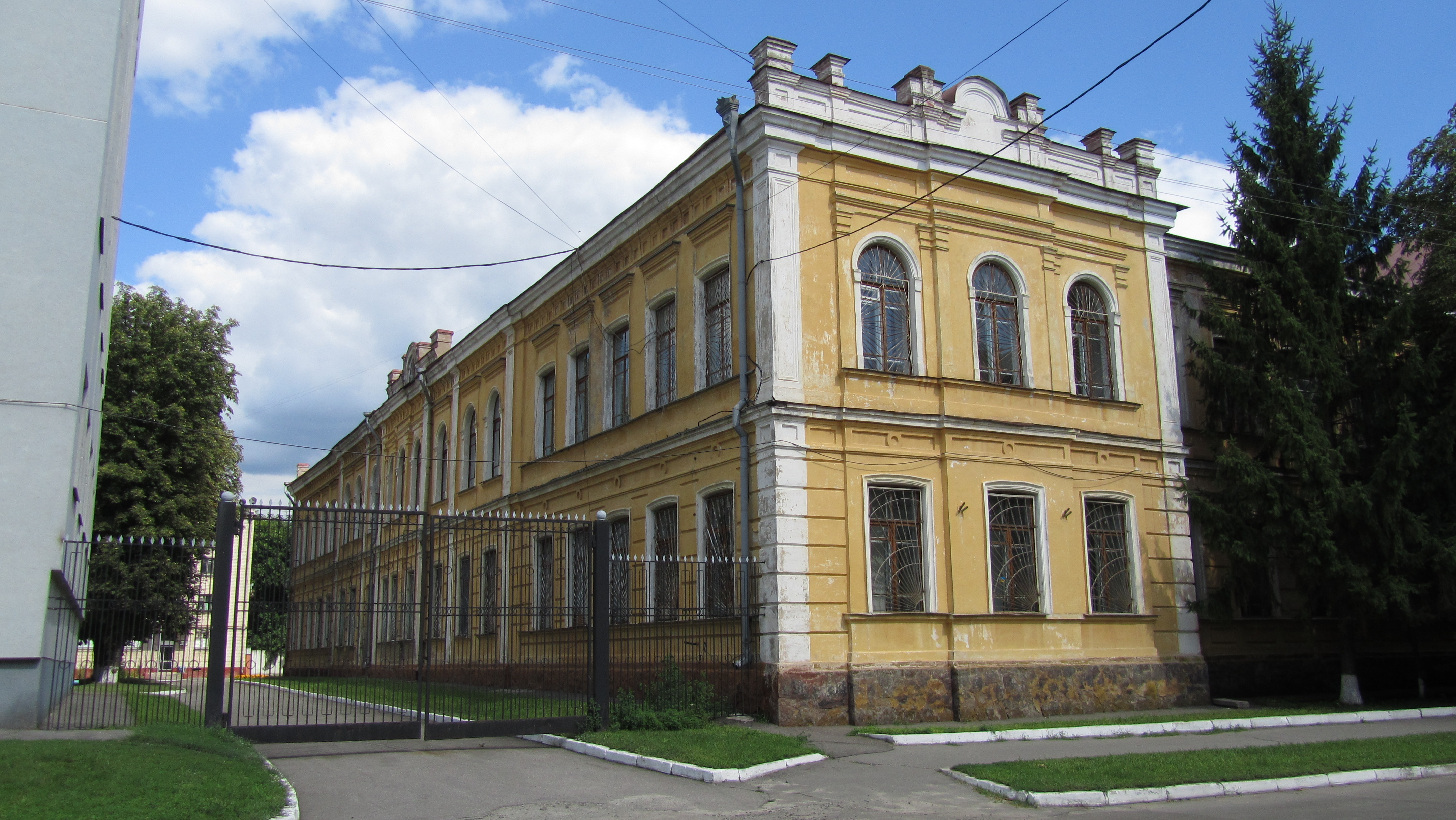
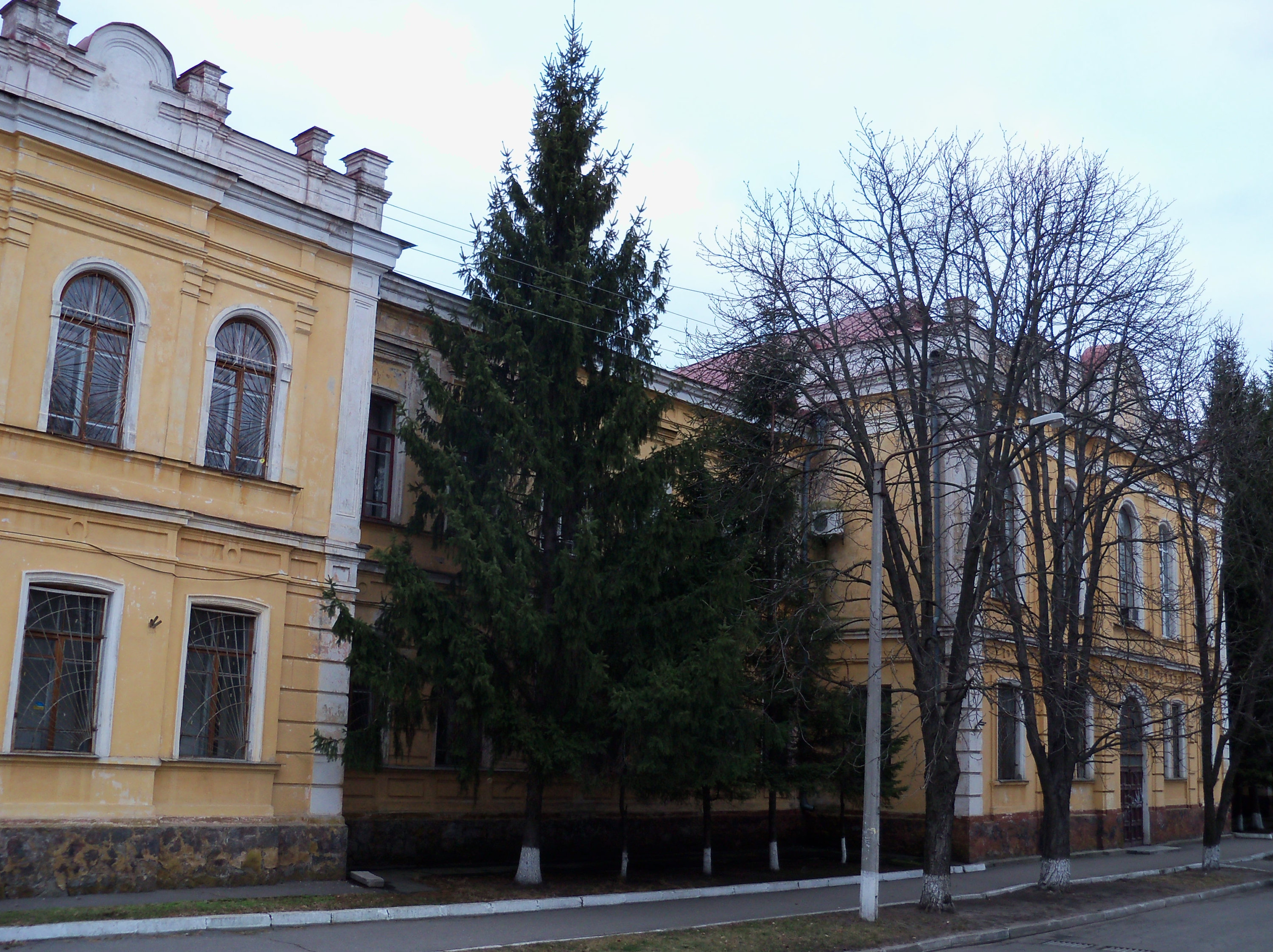